# جون إف. شيلي
جون إف. شيلي هو محامي ونقابي ووكيل نيابة وسياسي أمريكي، ولد في 3 سبتمبر 1905 في سان فرانسيسكو في الولايات المتحدة، وتوفي بنفس المكان في 1 سبتمبر 1974. نشط حزبياً في الحزب الديمقراطي.

## مناصب
- انتخب عمدة (1964 – 1968).
- انتخب مندوب [الإنجليزية]‏ المؤتمر الوطني الديمقراطي [الإنجليزية]‏ (1940 – 1960).
- انتخب رئيس [الإنجليزية]‏ American Federation of Labor [الإنجليزية]‏ (1947 – 1949).
- انتخب رئيس [الإنجليزية]‏ اتحاد نقابة عمال (1937 – 1949).
- انتخب عضو مجلس ولاية كاليفورنيا  [لغات أخرى]‏ (1938 – 1946).
- انتخب عضو مجلس النواب الأمريكي (1949 – 1964).